# 4019 Klavetter
4019 Klavetter је астероид главног астероидног појаса чија средња удаљеност од Сунца износи 2,337 астрономских јединица (АЈ).
Апсолутна магнитуда астероида је 14,9.